# うるま市立具志川中学校
うるま市立具志川中学校（うるましりつ ぐしかわちゅうがっこう）は、沖縄県うるま市にある公立（市立）の中学校。

## 概要

### 生徒
- 合計 : 683人（25クラス）
  - 1年生 : 247人（7クラス）
  - 2年生 : 226人（6クラス）
  - 3年生 : 210人（6クラス）
  - 特別支援学級（内数） : 21人（6クラス）

2020年（令和2年）5月1日現在

#### 目指す生徒像
- 「自他への優しさと思いやり持ち、自ら考え、判断し、主体的に行動できる生徒」

### 教職員
- 合計 : 55人
  - 校長 : 1人
  - 教頭 : 1人
  - 教務主任 : 1人
  - 教諭 : 35人
  - 時間講師 : 1人
  - 養護教諭 : 1人
  - 特別支援ヘルパー : 1人
  - 学習支援員 : 1人
  - 図書司書 : 1人
  - 事務職員 : 4人
  - その他 : 8人

2018年（平成30年）5月1日現在

## 沿革
- 1948年（昭和23年）4月1日 - 具志川村立具志川中学校として開校する。
- 1968年（昭和43年）7月1日 - 市制施行に伴い、具志川市立具志川中学校に改称する。
- 2005年（平成17年）4月1日 - 市町村合併により、具志川市が消滅。それに伴い、うるま市立具志川中学校に改称する。

## 教育目標
- 「じんぶん（生きる知恵）を身に付ける」

## 通学区域
- 赤道小学校の校区全域
- 兼原小学校の校区全域
- 中原小学校の校区のうち赤道・高江州地番

## 著名な出身者
- 美ノ海義久（大相撲力士、木瀬部屋） - 3年次に鳥取市立西中学校へ転校
- 大湾硫斗　（現役プロボクシング選手）